# Normandina
Normandina is een geslacht van korstmossen dat behoort tot de familie Verrucariaceae van de ascomyceten.

## Soorten
Volgens Index Fungorum telt het geslacht twee soorten (peildatum februari 2023):
| Soortnaam                             | Auteur(s)        | Publicatiejaar |
| ------------------------------------- | ---------------- | -------------- |
| Normandina acroglypta (Parasietkorst) | (Norman) Aptroot | 1995           |
| Normandina pulchella (Hamsteroortje)  | (Borrer) Nyl.    | 1861           |